# Володарское (Тверская область)
Волода́рское — деревня в Кимрском районе Тверской области России.
Входит в состав Печетовского сельского поселения.

## География и транспорт
Деревня Володарское по автодорогам расположена в 29 км к северо-западу от города Кимры, в 37 км от железнодорожной станции Савёлово, и в 167 км от МКАД.
Деревня находится на реке Большая Пудица и окружена массивом мелколиственных и хвойных лесов. Почва в деревне в большинстве своём относится к супесям, во многих местах присутствуют значительные залежи торфа. К северо-востоку от деревни находится Битюковское болото.
Ближайшие населённые пункты — деревни Паскино, Завидово, Лукьяново и Сотское.

## История
В середине XVII века через деревню Петровское (ныне Володарское) проходила торговая дорога из Кашина в Тверь и относилась к Задубровскому стану Кашинского уезда. Современная дорога через Володарское ведёт к деревням Неклюдово и Устиново.
В 1796 году в селе Петровском была построена каменная Знаменская церковь с 1 престолом.
Во второй половине XIX — начале XX века деревня Володарское входила в Паскинскую волость Корчевского уезда Тверской губернии.
В 1929 году деревня Володарское вошла в состав новообразованного Кимрского района, который, в свою очередь, вошёл в состав Московской области.
В 1935 году деревня вошла в состав новообразованной Калининской области.
С начала 90-х гг. деревня была в составе Паскинского сельского округа (ликвидирован в 2006 г.).
В 2006 году деревня Володарское вошла в состав новообразованного Печетовского сельского поселения.
В 2018 году в деревне Паскино, находящейся в 1 км от деревни Володарское, имеется продуктовый магазин и отделение связи.
Ближайший банкомат и отделение Сбербанка находятся в городе Кимры.

## Население
| 1859 | 2002 | 2010 |
| ---- | ---- | ---- |
| 50   | ↘4   | ↗8   |

## Достопримечательности
- река Большая Пудица и близлежащие леса пользуются большой популярностью у рыболовов и охотников.